# Daniël van Eck
Daniël van Eck (Kloosterzande, 28 mei 1817 - 's-Gravenhage, 13 maart 1895) was een Nederlands politicus en Thorbeckiaans Tweede Kamerlid.
Van Eck was een Zeeuws-Vlaming en zoon van een predikant. Hij was een volbloed Thorbeckiaan, die gezworen had zijn baard pas af te scheren als er een liberale Grondwet kwam. Hij had in Den Haag een drukke praktijk als advocaat. Hij was langdurig (1849-1884) Tweede Kamerlid voor Zeeuwse districten en ijveraar voor de Zeeuwse belangen. Hij was een gedegen jurist, die de onderwerpen die hij behandelde altijd uitvoerig uitpluisde. Anti-militarist en medeoprichter en voorzitter van de Vredebond, die zich sterk maakte voor vreedzame beslechting van internationale geschillen. Zijn zoon was Theodoor Guilliaam van Eck.

## Tweede Kamer
| Periode |
| --- |
| 13-02-1849 t/m 19-08-1850 07-10-1850 t/m 25-04-1853 14-06-1853 t/m 16-09-1856 17-09-1856 t/m 14-09-1860 15-09-1860 t/m 18-09-1864 19-09-1864 t/m 30-09-1866 19-11-1866 t/m 02-01-1868 25-02-1868 t/m 19-09-1869 20-09-1869 t/m 14-09-1873 |

## Publicaties
- Daniël van Eck (C.A. Tamse). Memoires van Een Enfant Terrible: Politieke Herinneringen van de Zeeuwse Liberale Afgevaardigde Mr. DaniëL van Eck Aan Vijfendertig Jaar Kamerlidmaatschap 1849-1884. Middelburg: Koninklijk Zeeuwsch Genootschap der Wetenschappen, 1975.